# The King's Man : Première Mission
Pour les articles homonymes, voir Kingsman.
Série Kingsman
Kingsman : Le Cercle d'or
(2017)
Pour plus de détails, voir Fiche technique et Distribution.
The King's Man : Première Mission ou  Kingsman : Première mission au Québec (The King's Man) est un film d'espionnage britanniquo-américain réalisé par Matthew Vaughn, sorti en 2021.
Il s'agit du troisième film de la série Kingsman et d'une préquelle aux deux premiers films Kingsman : Services secrets (2015) et Kingsman : Le Cercle d'or (2017) du même réalisateur.

## Synopsis
En 1902, l'aristocrate Orlando, duc d'Oxford, est en mission humanitaire pour la Croix-Rouge britannique en Afrique du Sud lors de la seconde guerre des Boers. Avec sa femme Emily et leur jeune fils Conrad, il visite un camp de concentration dirigé par Horatio Herbert Kitchener. Emily est tuée par un tir de sniper des Boers, sous les yeux d'Orlando et Conrad. Avant de mourir, elle fait promettre à Orlando de faire en sorte que leur fils n'ait jamais à voir la guerre.
Douze ans plus tard, Orlando a formé un vaste réseau d'espions travaillant en tant que domestiques dans les plus hautes instances du monde, avec l'aide de ses propres employés de maisons Shola et Polly. Il est également en conflit avec Conrad, qu'il refuse de laisser s'engager dans l'armée britannique, sentant un conflit mondial approcher. Il a pour cela demandé à Kitchener, désormais secrétaire d'État à la Guerre, de bloquer sa demande d'incorporation.
À sa demande, les Oxford partent pour Sarajevo afin d'alerter l'archiduc François-Ferdinand de menaces semblant peser sur sa vie. Au cours du défilé dans la ville, un étudiant nationaliste serbe, Gavrilo Princip, tente d'assassiner l'héritier du trône de l'empire austro-hongrois mais échoue à cause de l'intervention de Conrad qui dévie sa grenade hors de portée de leur véhicule. Bien que parvenant à fuir et s'apprêtant à prendre une capsule de cyanure, la chance sourit à Princip lorsqu'il recroise leur voiture quelques minutes plus tard, isolée. Il abat à bout portant François-Ferdinand mais également sa femme Sophie Chotek. Orlando interroge clandestinement Princip et apprend qu'il n'est qu'un simple pion membre d'un groupe d'individus dirigé par le Berger, dont l'objectif est de provoquer une guerre entre les empires britannique, allemand et russe afin de renverser l'ordre mondial.
Depuis son quartier général, le Berger envoie Erik Jan Hanussen et Grigori Raspoutine respectivement auprès du kaiser Guillaume II et du tsar Nicolas II afin de les influencer pour qu'ils respectent les jeux d'alliances qu'ils ont formé et déclenchent le gigantesque conflit armé. Sur les recommandations d'Orlando, le roi George V tente de convaincre ses deux cousins de chercher la paix, en vain : la guerre commence.

## Fiche technique
Sauf indication contraire, les informations mentionnées dans cette section peuvent être confirmées par les bases de données cinématographiques IMDb et Allociné,  présentes dans la section « Liens externes ».
- Titre original : The King's Man
- Titre français : The King's Man : Première mission
- Titre québécois : Kingsman : Première mission[1]
- Réalisation : Matthew Vaughn
- Scénario : Matthew Vaughn et Karl Gajdusek, d'après une histoire de Matthew Vaughn, d'après les personnages du comic book Kingsman : Services secrets de Dave Gibbons et Mark Millar édité par Icon Comics
- Musique : Matthew Margeson et Dominic Lewis
- Direction artistique : Oliver Benson, Nick Gottschalk, Joe Howard, Gary Jopling, Matthew Kerly, Doug J. Meerdink, Andrew Palmer et Alex Santucci
- Décors : Darren Gilford
- Costumes : Michele Clapton
- Photographie : Ben Davis
- Son : Matthew Collinge, John Hayes, Simon Hayter, Paul Massey, Danny Sheehan
- Montage : Jason Ballantine et Robert Hall
- Production : Matthew Vaughn, Adam Bohling et David Reid
  - Production exécutive : Gianluca Leurini (Italie)
  - Production déléguée : Ralph Fiennes, Dave Gibbons, Mark Millar, Stephen Marks et Claudia Schiffer (Claudia Vaughn)
  - Coproduction : Cliff Lanning, Angus More Gordon et Carlos Peres
- Sociétés de production :
  - Royaume-Uni : Cloudy Productions, en association avec Marv Films
  - États-Unis : Marvel Studios, présenté par 20th Century Studios
- Sociétés de distribution : Walt Disney Studios Motion Pictures (États-Unis et Canada) ; Walt Disney Studios Motion Pictures International (Royaume-Uni, France et Belgique)
- Budget : 100 millions de $[2]
- Pays de production :  Royaume-Uni,  États-Unis
- Langues originales : anglais, latin, allemand, français, russe
- Format : couleur — D-Cinema / DCP Digital Cinema Package — 2,39:1 (Cinémascope / Panavision) — son Dolby Atmos
- Genre : action, aventures, espionnage, comédie, guerre, historique
- Durée : 131 minutes
- Dates de sortie[3] :
  - États-Unis : 22 décembre 2021
  - Royaume-Uni : 26 décembre 2021
  - France, Belgique, Suisse romande : 29 décembre 2021[4],[5],[6]
  - Québec : 7 février 2022[1]
- Classification :
  - Royaume-Uni : interdit aux moins de 15 ans (15 - Suitable only for 15 years and over)[7]
  - États-Unis : interdit aux moins de 17 ans (R – Restricted)[N 1]
  - France : tous publics[8] lors de sa sortie en salles mais déconseillé aux moins de 12 ans (Canal+) et aux moins de 10 ans (Ciné+) à la télévision
  - Belgique : potentiellement préjudiciable jusqu'à 16 ans (KNT/ENA : Kinderen Niet Toegelaten  / Enfants Non Admis)[5],[9],[N 2]
  - Suisse romande : interdit aux moins de 16 ans[10]
  - Québec : 13 ans et plus (violence) (13+ / 13 years and over)[1]

## Distribution
- Ralph Fiennes (VF : Bernard Gabay ; VQ : Alain Zouvi) : Orlando Oxford, le duc d'Oxford / Arthur
- Gemma Arterton (VF : Chloé Berthier ; VQ : Catherine Proulx-Lemay) : Polly Wilkins / Galahad
- Matthew Goode (VF : Valentin Merlet ; VQ : Philippe Martin) : capitaine Morton / Le Berger
- Rhys Ifans (VF : Féodor Atkine ; VQ : Thiéry Dubé) : Grigori Raspoutine
- Tom Hollander (VF : Pierre-François Pistorio ; VQ : Benoît Brière) : roi George V / Percival ; Kaiser Guillaume II et le Tsar Nicolas II
- Harris Dickinson (VF : Clément Moreau ; VQ : Xavier Dolan) : Conrad Oxford
  - Alexander Shaw (VF : Kaycie Chase) : Conrad Oxford, jeune
- Djimon Hounsou (VF : Frantz Confiac ; VQ : Pierre-Yves Cardinal) : Shola / Merlin
- Daniel Brühl (VF : Damien Witecka ; VQ : Louis-Philippe Berthiaume) : Erik Jan Hanussen
- Aaron Taylor-Johnson (VF : Alexis Tomassian ; VQ : Hugolin Chevrette) : caporal Archie Reid / Lancelot
- Charles Dance (VF : Philippe Catoire ; VQ : Jacques Lavallée) : lord Horatio Herbert Kitchener, secrétaire d'État à la guerre
- Stanley Tucci (VF : Bernard Alane ; VQ : Daniel Lesourd) : ambassadeur des États-Unis / Bedivere
- Valerie Pachner (VF : Céline Mauge ; VQ : Mélanie Laberge) : Mata Hari
- Aaron Vodovoz : Félix Ioussoupov
- Todd Boyce : Alfred I. du Pont
- Branka Katić (VF : Marianne Basler ; VQ : Nathalie Coupal) : tsarine Alix de Hesse-Darmstadt
- Neil Jackson (VQ : Daniel Picard) : capitaine Forrest
- Joel Basman (VF : Fabrice Trojani ; VQ : Nicolas Savard L'Herbier) : Gavrilo Princip
- Ross Anderson (VF : Jérémy Bardeau ; VQ : Frédérik Zacharek) : caporal Johnstone
- Cassidy Little (VF : Laurent Maurel ; VQ : Jean-Philippe Baril-Guérard) : coursier anglais
- Alison Steadman (VF : Anne Rochant) : Rita
- Robert Aramayo (VF : Brice Ournac ; VQ : Nicolas Charbonneaux-Collombet) : sergent-major Atkins
- Alexandra Maria Lara (VF : Ludmila Ruoso) : Emily Oxford
- Ron Cook (VF : Gérard Sergue ; VQ : Manuel Tadros) : archiduc François-Ferdinand d'Autriche
- August Diehl (VF : Emmanuel Gradi ; VQ : Stéphane Rivard) : Vladimir Ilitch Lénine
- Ian Kelly (VF : Georges Caudron ; VQ : François-Simon Poirier) : président Woodrow Wilson
- Kristian Wanzl Nekrasov : General Erich Ludendorff
- David Kross (VF : Jochen Hägele (en) ; VQ : Gilbert Lachance) : Adolf Hitler (scène de mi-générique)

- Version française
  - Studio de doublage : Dubbing Brothers
  - Direction artistique : Jean-Philippe Puymartin
  - Adaptation : Bruno Chevillard

 Source et légende : version française (VF) sur RS Doublage

Photos des acteurs principaux
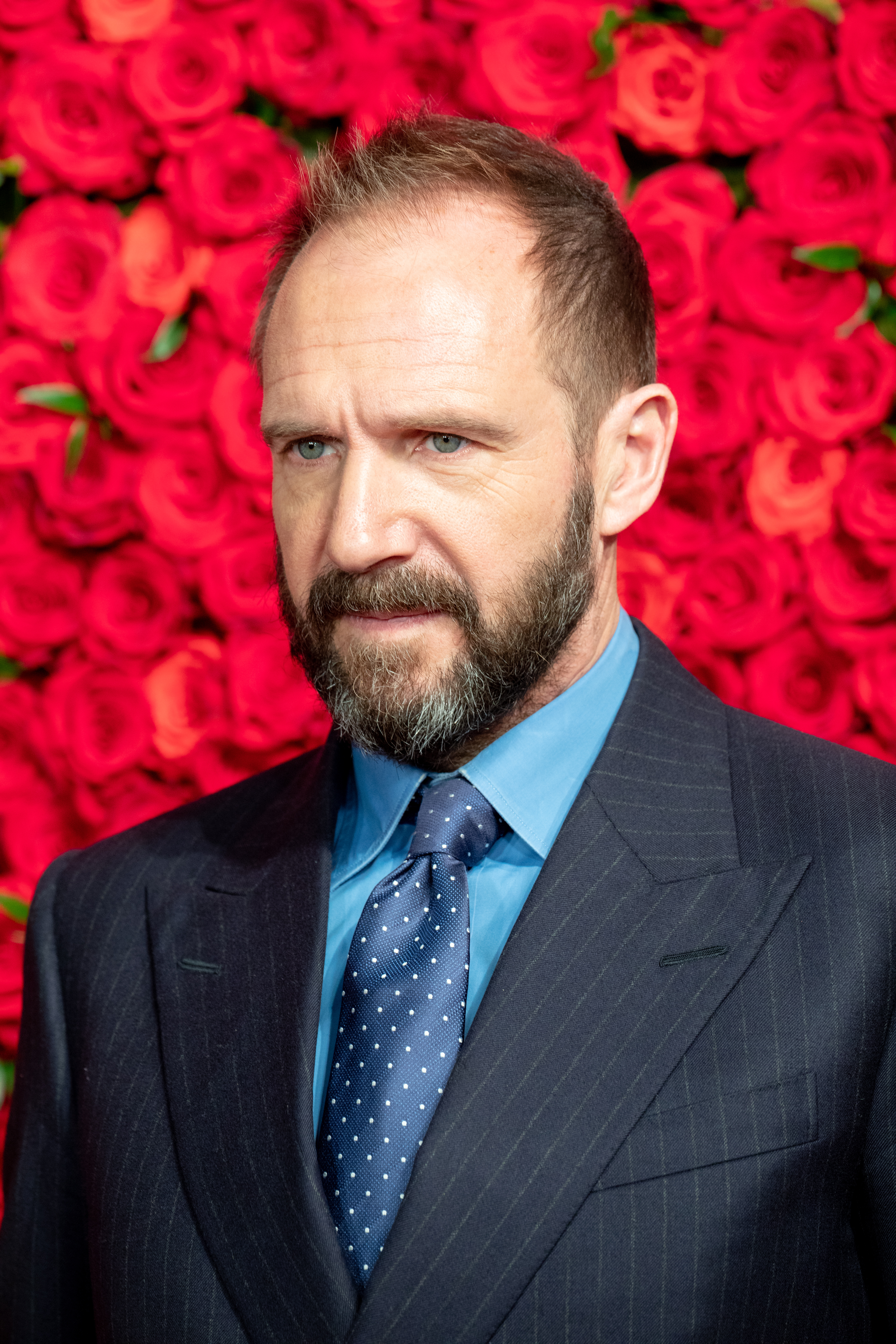
Ralph Fiennes est Orlando Oxford
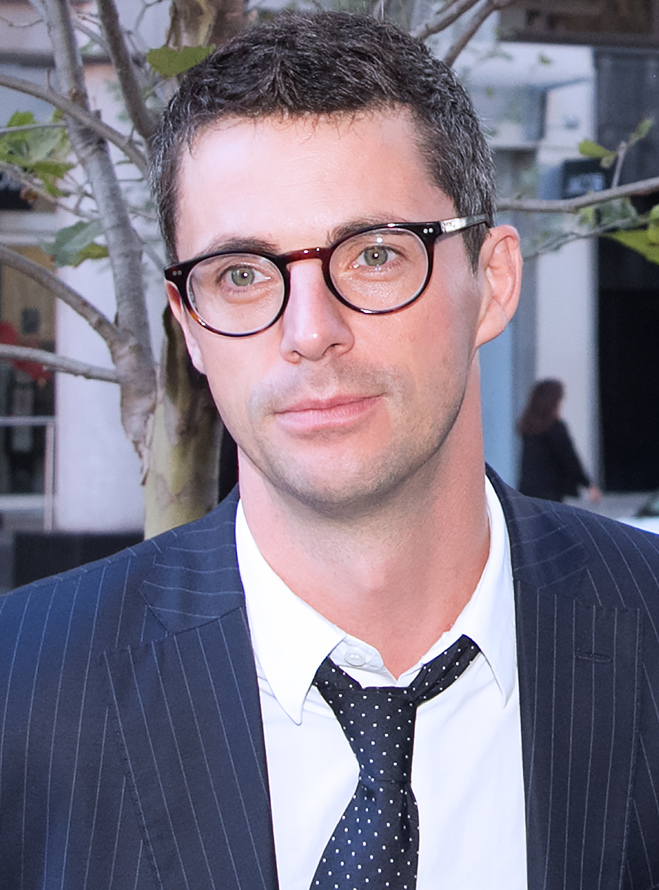
Matthew Goode est le capitaine Morton
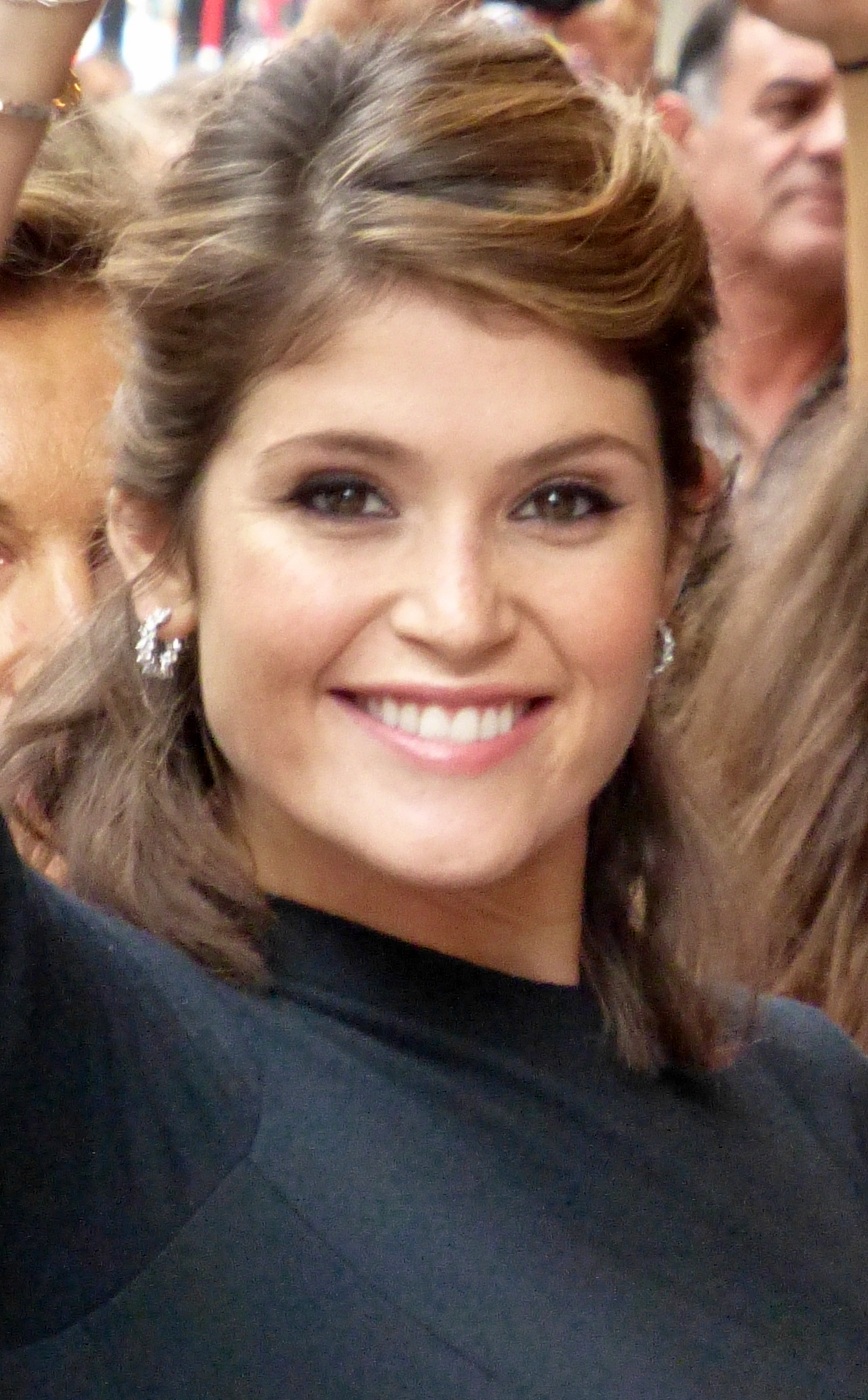
Gemma Arterton est Polly Wilkins
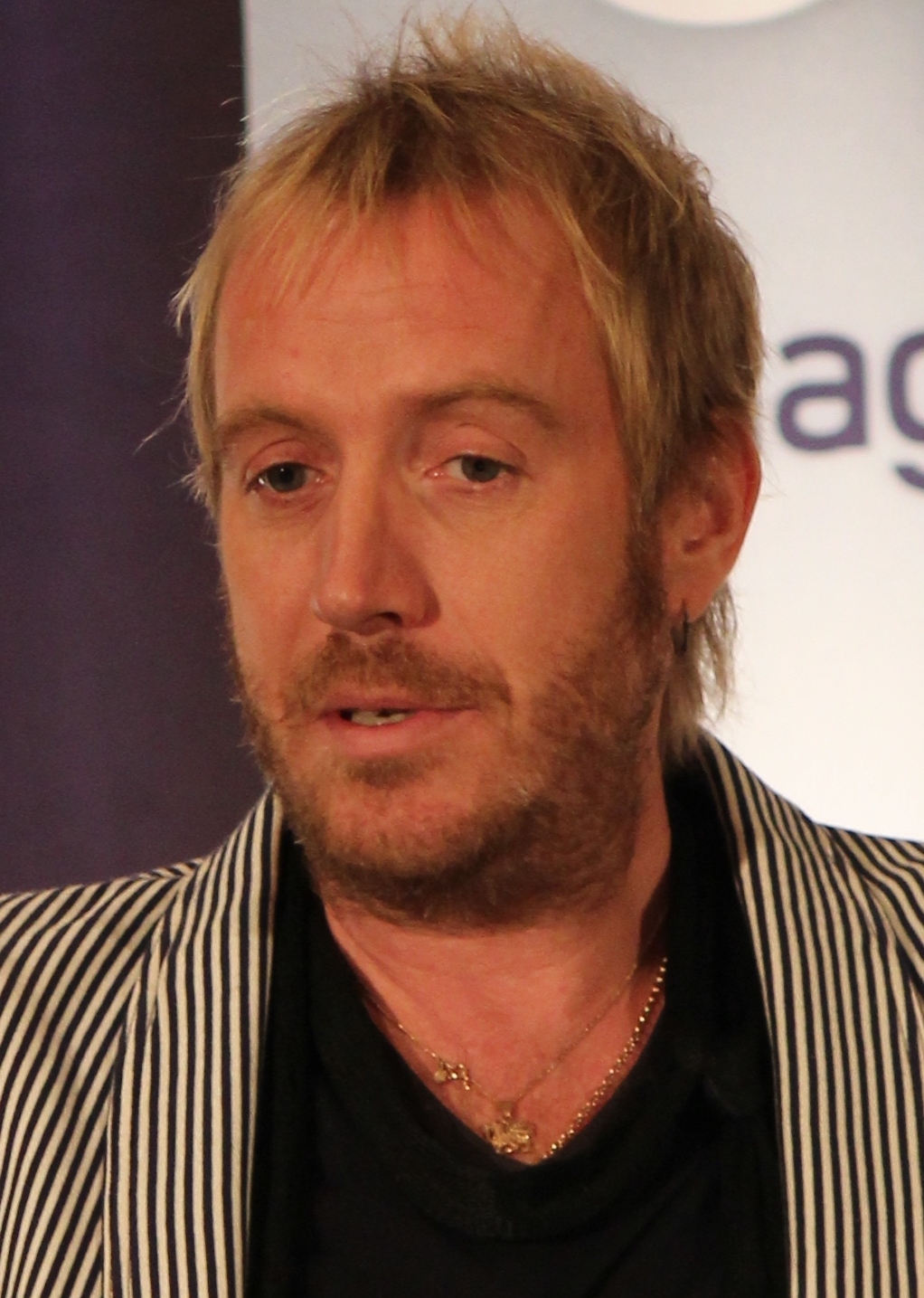
Rhys Ifans est Raspoutine
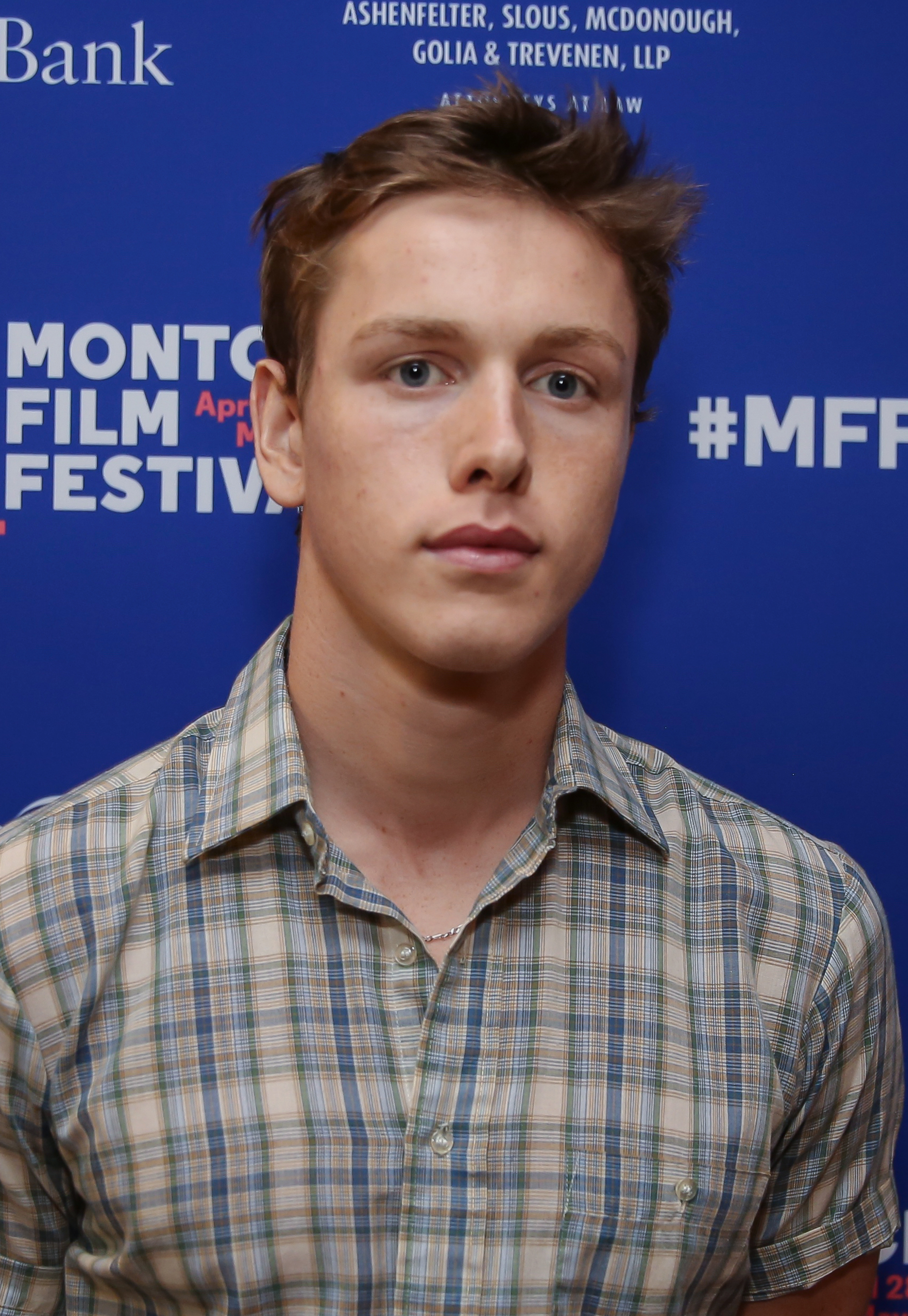
Harris Dickinson est Conrad Oxford
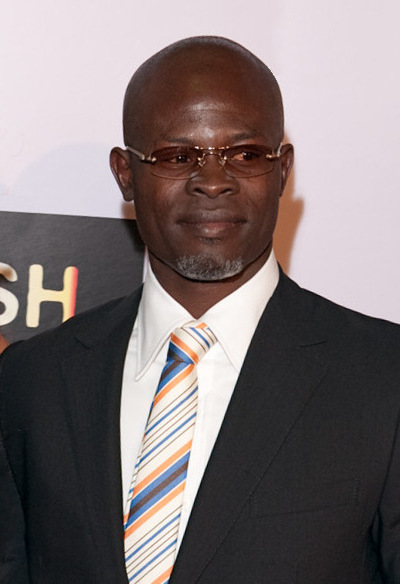
Djimon Hounsou est Shola/ Merlin
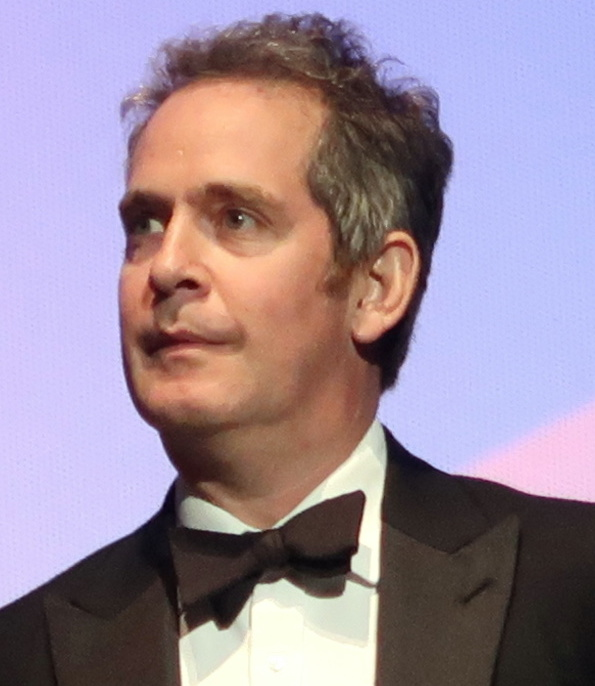
Tom Hollander est le roi George V

## Production

### Genèse et développement
En juin 2018, Matthew Vaughn annonce une préquelle à la saga Kingsman, intitulé Kingsman: The Great Game. L'intrigue, se déroulant au début du XXe siècle, reviendra sur la formation de l'agence d'espions des deux précédents opus. Le réalisateur-scénariste précise cependant que ce projet n'annule pas une suite à Kingsman : Le Cercle d'or,.
Le 19 juin 2019, la 20th Century Fox annonce le titre du film, The King's Man.

### Attribution des rôles
En septembre 2018, Ralph Fiennes et Harris Dickinson rejoignent le projet,. En octobre 2018, des rumeurs annoncent Rachel Weisz et Brad Pitt. En novembre 2018, Daniel Brühl, Charles Dance, Rhys Ifans et Matthew Goode sont confirmés.
En février, c'est au tour de Gemma Arterton, Tom Hollander, Djimon Hounsou, Alison Steadman et Aaron Taylor-Johnson de rejoindre la distribution. Ce dernier avait déjà tourné sous la direction de Matthew Vaughn dans Kick-Ass (2010).

### Tournage
Le tournage débute en février 2019. Il a lieu dans les Longcross Studios en Angleterre. En avril 2019, des scènes sont tournées dans la région du Piémont en Italie, notamment à Turin et Venaria Reale, pour y recréer la Yougoslavie. Une scène dans les tranchées est tournée à White Waltham dans le Berkshire, d'autres scènes sont tournées dans le Surrey.

## Musique
Bandes originales de Kingsman
Kingsman : Le Cercle d'or
(2017)
La musique du film est composée par Matthew Margeson et Dominic Lewis. Contrairement aux habitudes, les deux compositeurs ont commencé à composer avant le tournage et ont travaillé pendant près de 18 mois. L'album est édité par Hollywood Records et sort en décembre 202. La chanson du générique de fin, Measure of a Man, est interprétée par FKA Twigs featuring Central Cee.
| No  | Titre                     | Durée |
| --- | ------------------------- | ----- |
| 1.  | The King's Man            | 4:16  |
| 2.  | The Promise               | 3:35  |
| 3.  | Savile Row                | 1:49  |
| 4.  | Oxfords, Not Rogues       | 3:31  |
| 5.  | My Shepherd               | 4:33  |
| 6.  | We Three Kings            | 3:06  |
| 7.  | Cost of War               | 3:26  |
| 8.  | The Lord's Vessel         | 2:20  |
| 9.  | Network of Domestics      | 4:28  |
| 10. | Let Me Lick Your Wounds   | 3:23  |
| 11. | Dance on Your Graves      | 4:10  |
| 12. | Cracking the Code         | 3:06  |
| 13. | We Shall Not Sleep        | 3:39  |
| 14. | Silent Knife              | 4:26  |
| 15. | Crying Conrad             | 2:19  |
| 16. | Lionheart                 | 1:55  |
| 17. | Dulce et Decorum est      | 4:57  |
| 18. | Skydiving                 | 2:45  |
| 19. | Goliath                   | 2:43  |
| 20. | Out of the Shadows        | 1:56  |
| 21. | Crooked Blade             | 2:14  |
| 22. | Victoria Cross            | 3:09  |
| 23. | Knights of the Roundtable | 3:49  |
| 24. | The New Flock             | 2:26  |

## Accueil

### Dates de sortie
Le film devait initialement sortir en novembre 2019. En raison du rachat de la Fox par Disney, il est repoussé au 14 février 2020, puis à septembre 2020.
En raison de la pandémie de Covid-19, Disney décale à nouveau le film d'un an pour février 2021,, puis à mi-mars 2021. En janvier 2021, la sortie est à nouveau décalée à août 2021. En mars 2021, une date en décembre 2021 est cette fois évoquée.
Aux États-Unis, il est disponible sur les plateformes de streaming 45 jours après sa sortie en salles et ce au cours du mois de février 2022.

### Accueil critique
Le film reçoit des critiques presse mitigées à sa sortie. Sur l'agrégateur américain Rotten Tomatoes, il récolte 41% d'opinions favorables pour 181 critiques et une note moyenne de 5,1⁄10. Le consensus suivant résume les critiques compilées par le site : « La solide performance centrale de Ralph Fiennes dans The King's Man est salie par la descente de cette préquelle tonalement confuse dans l'ennui du thriller d'action. » Sur Metacritic, il obtient une note moyenne de 44⁄100 pour 40 critiques.
En France, le film obtient une note moyenne de 3,2⁄5 sur le site AlloCiné, qui recense 18 titres de presse.

### Box-office
| Pays ou région    | Box-office      | Date d'arrêt du box-office | Nombre de semaines |
| ----------------- | --------------- | -------------------------- | ------------------ |
| États-Unis Canada | 37 176 373 $    | 10 mars 2022               | 12                 |
| France            | 899 044 entrées |                            | -                  |
| Total mondial     | 125 897 478 $   | -                          | -                  |

## Distinctions

### Récompense

#### 2022
- Taurus World Stunt Awards : Taurus Stunt Award du meilleur combat pour Tom Hatt, Troy Kenchington, Andy Lister, Lasha Mdzinarashvili et Cali Nelle

### Nominations

#### 2021
- British Society of Cinematographers Awards : Meilleur caméraman dans un long métrage pour Julian Morson

#### 2022
- International Film Music Critics Award (IFMCA) : meilleure musique originale d’un film d'action / aventure / thriller pour Matthew Margeson et Dominic Lewis
- Set Decorators Society of America : meilleur décor/design d'un long métrage fantastique ou de science-fiction pour Darren Gilford et Dominic Capon

#### 2023
- Jerry Goldsmith Awards : meilleure musique pour un long métrage pour Matthew Margeson et Dominic Lewis[42]

## Éditions en vidéo
- En France, le film The King's Man : Première Mission est sorti en VOD le 27 avril 2022[4]. Par la suite, le film est sorti en DVD[43], Blu-ray[44], en édition 4K Ultra HD + Blu-ray[45], mais également dans une édition exclusivité Fnac boîtier SteelBook 4K Ultra HD + Blu-ray + Livret[46] le 6 mai 2022.
- Au Québec, le film est sorti sur Disney+ le 18 février 2022 puis en VSD sur Crave le 15 juillet 2022[1].